# Clara e il segreto degli orsi
Clara e il segreto degli orsi (Clara und das Geheimnis der Bären) è un film del 2012, diretto da Tobias Ineichen. Il film è stato prodotto da HesseGreuert Film e NEOS Film.

## Trama
La tredicenne Clara vive con la madre Nina e il patrigno Jon in una fattoria tra le montagne delle Alpi svizzere. Amante della natura, Clara riesce a sentire e vedere cose che gli altri non percepiscono e, dato che nessuno vuole avere a che fare con la sua famiglia, a scuola non ha amici, ad eccezione di Thomas, appena trasferitosi nella sua zona. Quando un giorno scopre un piccolo orso nel pascolo, Clara si ritrova alle prese con un mistero che, portandola indietro nel tempo fino a 200 anni prima e a una ragazzina di nome Susanna, cercherà di risolvere con l'aiuto di Thomas.